# Клубный кубок UNCAF 1972
1. перенаправление Турнир Фратернитад 1972